# 四宅ヤエ
- 四宅ヤエ[1][2]
- 四宅ヤヱ[3]

四宅 ヤエ（したく ヤエ、1904年〈明治37年〉4月10日 - 1980年〈昭和55年〉8月11日）は、日本のアイヌ文化伝承者。アイヌ語を母語に育った最後の世代の1人とされ、アイヌ語の白糠方言伝承者、ユカㇻ（叙事詩）の伝承者としても知られる。北海道白糠町や北海道東部でユカㇻ、舞踊、音楽などを伝承し、晩年は後進の指導や聞き取り調査などで、アイヌ文化の継承に貢献した。

## 経歴
北海道白糠で誕生した。旧姓は相戸（あいと）。両親を早くに亡くし、祖父と2人で、アイヌ語のみで生活した。祖父からアイヌの物語を聞かされ、祖父を訪ねてくる近所の人たちからも、アイヌ語、歌、舞踊、物語を教わった。
祖父と2人での生活は苦しかったが、後年、息子には「イコロ（宝物）は金銀や土地や屋敷ばかりでない」「私のイコロはアイヌの文化」と語っていた。また伝承の中に自身の生き方を見いだし、生活苦の中でも「辛いことは長くは続かない。私がおばあさんから聞いた物語にはそういう話もある。私は物語は絵空事とは思ってない」とも語っていた。結婚して息子の四宅豊次郎（後の阿寒アイヌ工芸協同組合代表理事、アイヌ文化伝承者の山本多助の三女の夫）をもうけた後には、豊次郎に多くのオイナ（神々が語る詩）を聞かせて育てた。
晩年は阿寒町（後の釧路市）の阿寒湖畔に住み、山本多助やその弟子たちと共に、アイヌ文化伝承に取り組み続けた。後進の指導や研究者らの聞き取り調査などに協力し、アイヌ文化の振興と保存に大きく貢献した。アイヌ協会白糠支部副支部長、サコロベ（英雄叙事詩）の伝承者である滝地良子もまた、ヤエからアイヌの歌や舞踊を教わった1人である。
1980年（昭和55年）に、北海道阿寒町の阿寒市立病院で、老衰により満76歳で死去した。

## 没後
1994年（平成6年）、ヤエの遺したフンペリムセ（鯨の踊り）の伝承などを通じて、白糠アイヌ文化保存会が、重要無形民俗文化財である「アイヌ古式舞踊」の保護団体に追加指定された。
ヤエの死去から20年以上後の2002年（平成14年）に、ヤエの歌や物語などの録音資料が、駒沢大学元講師の冨水慶一の自宅で発見された。1968年（昭和43年）にヤエが冨水に協力したもので、録音は計21時間半にもおよび、日本のアイヌ語研究の第一人者である中川裕は「アイヌの個人伝承の音声資料としては最大級の量」と話した。
ヤエの遺した物語を絵本として伝承に取り組んでいた孫の平良智子（豊次郎の子、阿寒アイヌ民族文化保存会会員）が、この録音資料をもとに、アイヌ語研究者の協力を得て、日本語訳とCD化の取り組みを始めた。やがて平良が代表を務める「四宅ヤエの伝承刊行会」により、2011年（平成23年）までに『四宅ヤエの伝承』が第3弾まで刊行された。30年を経てヤエの声が再現できたことや、優れた歌声や記憶力に対して、大きな反響があった。いずれもアイヌ文化振興・研究推進機構の助成を受けた非売品だが、白糠や阿寒湖温泉では、この資料をテキストに言葉を学ぼうという動きが始まった。アイヌ語教室でも教材として活用された。アイヌ弁論大会で、ヤエのオイナを発表した者もいた。
2021年（令和3年）には、釧路市阿寒町のアイヌ文化劇場である阿寒湖アイヌシアター・イコロで、以前まで上演されていた「イオマンテの火まつり」が、ヤエが語り残したサコロベをもとに構成され、全編アイヌ語ではなく日本語に節をつけて語る手法で上演され、阿寒湖アイヌならではの表現方法として、新たなユカㇻを口承する試みが行われている。

## 人物評
ヤエの伝承世界を本や絵本などで紹介してきた北海学園大学名誉教授の藤村久和によれば、生前のヤエが語りの途中で涙をこぼし、「お話を教えてくれたおばさんが頭に浮かんで」「不幸せの中で死んだから」と言ったことがあり、藤村は「感謝を忘れない、アイヌの心を持っていた人。人間としても素晴らしかった」と語っている。
『四宅ヤエの伝承』のCD化に携わった千葉大学大学院の田村雅史は、「伝承記録には自作の歌も含まれ、ユニークで頭のいい人だったことが伺えた」と振り返った。また『四宅ヤエの伝承』は、2010年（平成22年）1月に釧路公立大学主催で開催された地域・産業研究会でも取り上げられ、司会を務めた釧路公立大学教授の金子康朗は、アイヌ文化への功績について「優れた伝承者だった」と評価した。

## 著作

### 共著
- 浅井亨 編『アイヌの昔話』日本放送出版協会〈日本の昔話〉、1972年12月。 NCID BN01909856。
- 『英雄の物語』アイヌ無形文化伝承保存会〈アイヌ無形民俗文化財記録〉、1982年3月。 NCID BN01661648。
- 『人々の物語』アイヌ無形文化伝承保存会〈アイヌ無形民俗文化財記録〉、1983年3月。 NCID BN01499889。
- 『語りの中の生活誌』アイヌ無形文化伝承保存会〈アイヌ無形民俗文化財記録〉、1986年1月。 NCID BN00675909。

### 語り
- 『カムイチカプ 神々の物語』福武書店、1984年10月。ISBN 978-4-8288-1236-6。
- 『ケマコシネカムイ 神々の物語』福武書店、1985年10月。ISBN 978-4-8288-1258-8。
- 『チピヤクカムイ 神々の物語』福武書店、1986年11月。ISBN 978-4-8288-1278-6。
- 『イソポカムイ 神々の物語』福武書店、1988年3月。ISBN 978-4-8288-1316-5。
- 『エタシペカムイ 神々の物語』福武書店、1990年9月。ISBN 978-4-8288-4915-7。
- 『四宅ヤエの伝承』冨水慶一採録、四宅ヤエの伝承刊行会、2007年2月。 NCID BA81508082。
- 『フキノトウになった女の子 アイヌの昔話』アイヌ文化振興・研究推進機構、2014年3月。 NCID BB15771005。
- 釧路アイヌ語の会 編『アイヌの神々の物語 四宅ヤエ媼伝承』藤田印刷エクセレントブックス、2018年6月。ISBN 978-4-86538-076-7。